# Sicydium schiedeanum
Sicydium schiedeanum là một loài thực vật có hoa trong họ Cucurbitaceae. Loài này được Diederich Franz Leonhard von Schlechtendal miêu tả khoa học đầu tiên năm 1832.